# Stenocercus varius
Stenocercus varius este o specie de șopârle din genul Stenocercus, familia Tropiduridae, descrisă de Boulenger 1885. Conform Catalogue of Life specia Stenocercus varius nu are subspecii cunoscute.